# Грб Колумбије
Грб Колумбије је званични хералдички симбол јужноамеричке државе Колумбија. Грб је усвојен 9. маја 1834. године. 

## Опис грба
Грб се састоји од штита који је подељен на три дела. У горњем делу налази се шипак уз којег се налазе два рога испуњена златним и сребрним новчићима као и тропским воћем. У централном делу налази се фригијска капа, симбол слободе. У доњем делу налазе се два брода који симболизују морепловску прошлост Колумбије и Панамског канала који је био у саставу Колумбије до 1903. године. Изнад штита је кондор који у кљуну држи маслинову грану, а испод њега је трака с натписом „Libertad y Orden“ (Слобода и Ред). Поред штита се вијоре четири колумбијске заставе.